# Guzior
Guzior, właściwie Mateusz Bluza (ur. 16 lipca 1992 we Wrocławiu) – polski raper i autor tekstów, członek wytwórni QueQuality. Współpracował m.in. z takimi wykonawcami jak raperzy Deys, Quebonafide, Kuban, Kukon, Słoń czy Szpaku.

## Życiorys
29 sierpnia 2012 ukazał się jego debiutancki utwór „Prawie północ” na jego kanale GuziorET w serwisie YouTube. 15 czerwca 2015 roku ukazał się nielegal rapera pt. ylloM. 24 lutego 2017 roku premierę miał jego pierwszy album pt. Evil Twin. Płyta zadebiutowała na 1. miejscu polskiej listy sprzedaży – OLiS. Do 2018 roku album sprzedał się w ponad 15 tys. sztuk w Polsce i otrzymał status złotej płyty. 8 czerwca 2018 roku ukazał się drugi, legalny album artysty o tytule Evil_Things, który pokrył się platyną, dzięki czemu artysta 19 października, podczas Quefestiwalu otrzymał nagrodę w postaci platynowej płyty za sprzedaż tego właśnie albumu.
4 grudnia 2020 roku premierę miała trzecia płyta rapera pt. Pleśń, która zyskała status złotej płyty w przedsprzedaży, a 3 tygodnie po premierze zdobyła platynową płytę. W czerwcu 2021 płyta pokryła się podwójną platyną.
W serwisie YouTube singiel „Fala” w dziewięć miesięcy od premiery przekroczył barierę 60 mln wyświetleń, a singiel „Blueberry” osiągnął 60 mln wyświetleń po 10 miesiącach od dnia premiery.

## Dyskografia

### Albumy studyjne
| Rok  | Album | Pozycja na liście | Sprzedaż        | Certyfikat                 |
| Rok  | Album | POL               | Sprzedaż        | Certyfikat                 |
| ---- | --- | ----------------- | --------------- | -------------------------- |
| 2017 | Evil Twin - Data: 24 lutego 2017 - Wydawca: QueQuality, Step Hurt - Format: CD, digital download                | 1                 | - POL: 15 000+  | - ZPAV: złota płyta        |
| 2018 | Evil_Things - Data: 8 czerwca 2018 - Wydawca: QueQuality, Step Hurt - Format: CD, digital download              | 1                 | - POL: 60 000+  | - ZPAV: 2× platynowa płyta |
| 2020 | Pleśń - Data: 4 grudnia 2020 - Wydawca: EVILTWINcorp., QueQuality - Format: CD, digital download                | 1                 | - POL: 150 000+ | - ZPAV: diamentowa płyta   |
| 2024 | G - Data: 24 maja 2024 - Wydawca: EVILTWINcorp., Sony Music Entertainment Poland - Format: CD, digital download | 1                 | - POL: 30 000+  | - ZPAV: platynowa płyta    |

### Minialbumy
| Rok  | Dane dot. albumu                                                                             |
| ---- | -------------------------------------------------------------------------------------------- |
| 2015 | ylloM - Data: 15 czerwca 2015 - Wydawca: nielegal, QueQuality - Format: CD, digital download |

### Single
| Rok | Tytuł                               | Pozycja na liście | Certyfikat                  | Album       |
| Rok | Tytuł                               | HHTV              | Certyfikat                  | Album       |
| --- | ----------------------------------- | ----------------- | --------------------------- | ----------- |
| 2016 | „Ōmori Ōmori”                       | –                 |                             | Evil Twin   |
| 2016 | „Tajfun92”                          | 1                 |                             | Evil Twin   |
| 2017 | „Po staremu” (gościnnie: Deys)      | –                 |                             | Evil Twin   |
| 2017 | „YuGiOh”                            | 2                 |                             | Evil Twin   |
| 2018 | „Uppercut”                          | X                 |                             | Evil Things |
| 2018 | „MikMik”                            | X                 |                             | Evil Things |
| 2018 | „Płuca zlepione topami”             | X                 | - ZPAV: 3× platynowa płyta  | Evil Things |
| 2018 | „WIFI”                              | X                 | - ZPAV: 2× platynowa płyta  | Evil Things |
| 2018 | „Spadnie deszcz”                    | X                 |                             | Evil Things |
| 2018 | „Ninja” (gościnnie: Szpaku)         | X                 | - ZPAV: 2× platynowa płyta  | Evil Things |
| 2018 | „Tatuaże z henny” (gościnnie: ReTo) | X                 | - ZPAV: platynowa płyta     | Evil Things |
| 2020 | „Fala” (gościnnie: Oskar83)         | X                 | - ZPAV: 2× diamentowa płyta | Pleśń       |
| 2020 | „Kushkoma”                          | X                 | - ZPAV: 2× platynowa płyta  | Pleśń       |
| 2020 | „Blueberry”                         | X                 | - ZPAV: 2× diamentowa płyta | Pleśń       |
| 2020 | „Trapstar”                          | X                 | - ZPAV: 2×platynowa płyta   | Pleśń       |
| 2020 | „Boiler Room” (gościnnie: Kukon)    | X                 | - ZPAV: platynowa płyta     | Pleśń       |
| 2022 | „Chabo” (oraz Vito Bambino)         | X                 | - ZPAV: platynowa płyta     | G           |
| 2024 | „Hill Bomb” (gościnnie: Kuban)      | X                 | - ZPAV: platynowa płyta     | G           |
| 2024 | „8mila”                             | X                 |                             | G           |
| 2024 | „Strzelam petem”                    | X                 | - ZPAV: 2× platynowa płyta  | G           |
| 2024 | „Łapie okazje”                      | X                 |                             | G           |
| „–” oznacza, że singel nie był notowany na danej liście. „X” oznacza, że lista nie istniała w danym okresie. |                                     |                   |                             |             |

### Występy gościnne
| Rok  | Tytuł                                    | Certyfikat                 | Album   |
| ---- | ---------------------------------------- | -------------------------- | ------- |
| 2022 | „Bellucci” (Louis Villain; gośc. Guzior) | - ZPAV: 2× platynowa płyta | Maestro |

### Inne certyfikowane utwory
| Rok  | Tytuł                 | Certyfikat              | Album |
| ---- | --------------------- | ----------------------- | ----- |
| 2020 | „Zakas”               | - ZPAV: platynowa płyta | Pleśń |
| 2020 | „WTC”                 | - ZPAV: platynowa płyta | Pleśń |
| 2020 | „2018”                | - ZPAV: złota płyta     | Pleśń |
| 2020 | „Sowa” (gośc. Szpaku) | - ZPAV: złota płyta     | Pleśń |

## Teledyski
| Rok       | Album                             | Utwór                                                                                           | Źródło |
| --------- | --------------------------------- | ----------------------------------------------------------------------------------------------- | ------ |
| 2018      | Evil_Things                       | „Płuca zlepione topami”                                                                         | [ 41 ] |
| 2018      | Evil_Things                       | „WIFI”                                                                                          | [ 42 ] |
| 2018      | Evil_Things                       | „Ninja” (gościnnie: Szpaku)                                                                     | [ 43 ] |
| 2018      | Evil_Things                       | „Tatuaże z henny” (gościnnie: ReTo)                                                             | [ 44 ] |
| 2018      | Evil_Things                       | „MikMik”                                                                                        | [ 45 ] |
| Gościnnie |                                   |                                                                                                 |        |
| 2015      | Quebonafide – Ezoteryka           | „Kyrie Eleison” (gościnnie: Guzior)                                                             | [ 46 ] |
| 2015      | Słoń – BDF                        | „Sirocco” (gościnnie: Guzior, Penx, Dejan, HZD/Hazzidy)                                         | [ 47 ] |
| 2016      | Tour Of The Year 2                | „Tour Of The Year 2” (gośc.: Żabson, Deys, Kartky, Wac Toja, Igrekzet, Guzior, Sherlock, Essex) | [ 48 ] |
| 2016      | Quebonafide – Erotyka             | „Voodoo” (gościnnie: VNM, Guzior, Kuban)                                                        | [ 49 ] |
| 2018      | Sarius – Antihype                 | „NajsHajs (remix)” (gościnnie: Guzior, Szpaku)                                                  | [ 50 ] |
| 2018      | Dj Decks – Dj Decks Mixtape vol.6 | „Paryż” (gościnnie: Guzior, Otsochodzi)                                                         | [ 51 ] |
| 2018      | ReTo – BOA                        | „Niet” (gościnnie: Guzior)                                                                      | [ 52 ] |
| 2019      | Jan-rapowanie & NOCNY – Plansze   | „Wybory” (gościnnie: Szpaku, Guzior)                                                            | [ 53 ] |

## Nagrody i wyróżnienia
| Rok  | Nagroda                          | Tytułem               | Kategoria                     | Rezultat  |
| ---- | -------------------------------- | --------------------- | ----------------------------- | --------- |
| 2016 | Plebiscyt WuDoo & Hip-Hop        | „Clint Eastwood”      | Singiel roku 2015             | Nominacja |
| 2018 | Plebiscyt WuDoo & Hip-Hop        | „SSJ2 (Same kłopoty)” | Singiel roku 2017             | Nominacja |
| 2021 | Popkillery 2021                  | „Fala”                | Kooperacja roku (publiczność) | Wygrana   |
| 2021 | Popkillery 2021                  | „Fala”                | Singel roku (publiczność)     | Wygrana   |
| 2021 | Popkillery 2021                  | całokształt           | Raper roku (gremium)          | Nominacja |
| 2021 | Popkillery 2021                  | Pleśń                 | Album roku (gremium)          | Nominacja |
| 2021 | Popkillery 2021                  | Pleśń                 | Album roku (publiczność)      | Nominacja |
| 2021 | Lech Polish Hip-Hop Music Awards | Pleśń                 | Album roku                    | Nominacja |
| 2021 | Lech Polish Hip-Hop Music Awards | „Fala”                | Singel roku                   | Wygrana   |
| 2021 | Lech Polish Hip-Hop Music Awards | „Fala”                | Featuring Roku                | Wygrana   |
| 2021 | Lech Polish Hip-Hop Music Awards | „Trapstar”            | Utwór Roku                    | Nominacja |
| 2021 | Lech Polish Hip-Hop Music Awards | całokształt           | Artysta roku                  | Nominacja |